# 26466 Zarrin
26466 Zarrin è un asteroide della fascia principale. Scoperto nel 2000, presenta un'orbita caratterizzata da un semiasse maggiore pari a 2,2462893 UA e da un'eccentricità di 0,0475263, inclinata di 4,25129° rispetto all'eclittica.